# Nokia Asha 303
Nokia Asha 303 är en Series 40-baserad mobiltelefon från Nokia som annonserades hösten 2011.